# 케일리-해밀턴 정리
선형대수학에서 케일리-해밀턴 정리(영어: Cayley–Hamilton theorem)는 정사각 행렬이 자기 자신의 특성 방정식을 만족시킨다는 정리이다. 아서 케일리와 윌리엄 로언 해밀턴의 이름에서 따왔다.

## 정의
가환환 {\displaystyle K} 위의 {\displaystyle n\times n} 정사각 행렬 {\displaystyle M\in \operatorname {Mat} (n;K)}의 특성 다항식을
{\displaystyle p(x)=\det(x-M)=\sum _{k=0}^{n}p_{k}x^{k}\in K[x]}
라고 하자. 여기서 {\displaystyle \det }는 행렬식이다. 케일리-해밀턴 정리에 따르면, 다음이 성립한다.:194, §6.4, Theorem 4
{\displaystyle p(M)=\sum _{k=0}^{n}p_{k}M^{k}=0}
특히, {\displaystyle K}가 체일 경우 {\displaystyle M}의 최소 다항식은 특성 다항식의 약수이다.:194, §6.4, Theorem 4

## 증명

### 행렬식을 통한 증명
가환환
{\displaystyle K[M]=\{q(M)\colon q\in K[x]\}\subseteq \operatorname {Mat} (n;K)}
위의 {\displaystyle n\times n} 행렬
{\displaystyle N\in \operatorname {Mat} (n;K[M])}
{\displaystyle N_{ij}=\delta _{ij}M-M_{ij}\in K[M]}
을 생각하자. 여기서 {\displaystyle \delta _{ij}}는 크로네커 델타이다. 열벡터의 공간 {\displaystyle K^{n}}의 표준 기저를 {\displaystyle \{e_{1},\dots ,e_{n}\}}라고 하고, {\displaystyle N}의 고전적 수반 행렬을 {\displaystyle \operatorname {adj} N}라고 하자. 그렇다면,
{\displaystyle \sum _{j=1}^{n}N_{ij}e_{j}=0}
{\displaystyle ((\operatorname {adj} N)N)_{kj}=\delta _{kj}\det N}
{\displaystyle \det N=p(M)}
이다. 따라서 임의의 {\displaystyle k\in \{1,\dots ,n\}}에 대하여,
{\displaystyle {\begin{aligned}0&=\sum _{i=1}^{n}\sum _{j=1}^{n}(\operatorname {adj} N)_{ki}N_{ij}e_{j}\\&=\sum _{j=1}^{n}\sum _{i=1}^{n}(\operatorname {adj} N)_{ki}N_{ij}e_{j}\\&=\sum _{j=1}^{n}((\operatorname {adj} N)N)_{kj}e_{j}\\&=\sum _{j=1}^{n}\delta _{kj}(\det N)e_{j}\\&=(\det N)e_{k}\\&=p(M)e_{k}\end{aligned}}}
이다. 즉, {\displaystyle p(M)=0}이다.:194-196, §6.3

### 삼각화를 통한 증명
만약 {\displaystyle K}가 정역일 경우, 케일리-해밀턴 정리는 다음과 같이 증명할 수 있다. 편의상 {\displaystyle K}가 대수적으로 닫힌 체라고 하자. (만약 아닐 경우 {\displaystyle K}의 분수체의 대수적 폐포를 취하면 된다.)
우선, {\displaystyle M}이 상삼각 행렬이라고 하자. 그렇다면, {\displaystyle M}의 최소 다항식은
{\displaystyle p(x)=(x-M_{11})\cdots (x-M_{nn})}
이다. {\displaystyle M-M_{11}}은 첫째 열의 모든 성분이 0인 상삼각 행렬이며, {\displaystyle (M-M_{11})(M-M_{22})}는 첫째 열과 둘째 열의 성분이 모두 0인 상삼각 행렬이다. 이와 같은 과정을 반복하면 결국 {\displaystyle p(M)=0}을 얻는다.
이제, {\displaystyle M}이 일반적인 행렬이라고 하자. {\displaystyle K}가 대수적으로 닫힌 체이므로, {\displaystyle M}의 최소 다항식 {\displaystyle p(x)}는 {\displaystyle K}에서 1차 다항식의 곱이며, 따라서 {\displaystyle M}은 {\displaystyle K}에서 삼각화 가능 행렬이다. {\displaystyle G^{-1}MG}가 상삼각 행렬이 되는 가역 행렬 {\displaystyle G\in \operatorname {GL} (n;K)}를 취하자. 그렇다면 {\displaystyle G^{-1}MG}의 최소 다항식 역시 {\displaystyle p(x)}이므로,
{\displaystyle p(M)=Gp(G^{-1}MG)G^{-1}=0}
이다.:204-205, §6.4

## 예

### 행렬의 거듭제곱
A 행렬이 다음과 같이 주어졌다고 가정하자.
{\displaystyle A={\begin{bmatrix}1&2\\3&4\end{bmatrix}},I_{2}={\begin{bmatrix}1&0\\0&1\end{bmatrix}},I_{2}^{2}=I_{2},\;A\cdot I_{2}=A\;\;\because I_{2}}는 단위행렬(곱셈의 항등원)
이때 특성 다항식은 다음과 같다.
{\displaystyle p(\lambda )={\begin{vmatrix}\lambda -1&-2\\-3&\lambda -4\end{vmatrix}}=(\lambda -1)(\lambda -4)-2\cdot 3=\lambda ^{2}-5\lambda -2}
케일리-해밀턴 정리에 따르면 다음 식이 성립한다.
{\displaystyle A^{2}-5A-2I_{2}=0}
실제로 계산해 보면, 위 식이 성립함을 확인할 수 있다.
{\displaystyle A^{2}-5A-2I_{2}=0}
{\displaystyle A^{2}=5A+2I_{2}}
위의 식을 통해 A4을 계산하면 다음과 같다.
{\displaystyle A^{3}=(5A+2I_{2})A=5A^{2}+2A=5(5A+2I_{2})+2A=27A+10I_{2}}
{\displaystyle A^{4}=A^{3}A=(27A+10I_{2})A=27A^{2}+10A=27(5A+2I_{2})+10A}
{\displaystyle A^{4}=145A+54I_{2}}

### 2 × 2 역행렬
{\displaystyle A^{-1}={\frac {A-5I_{2}}{2}}~.}

### 3 × 3 역행렬
{\displaystyle A={\begin{bmatrix}1&2&1\\2&1&3\\3&2&3\\\end{bmatrix}}}
{\displaystyle A^{-1}={\frac {A^{2}-5A-6I_{3}}{4}}~.}